# Esqui estilo livre nos Jogos Olímpicos de Inverno de 2022 - Halfpipe masculino
A competição do halfpipe masculino do esqui estilo livre nos Jogos Olímpicos de Inverno de 2022 foi disputada nos dias 17 e 19 de fevereiro no Parque de Neve Genting, em Zhangjiakou.
Nico Porteous, da Nova Zelândia, medalhista de bronze da prova em 2018, venceu o evento e obteve a segunda medalha de ouro olímpica do seu país em Jogos de Inverno. David Wise, dos Estados Unidos, campeão nas duas edições anteriores (2014 e 2018), desta vez ficou com a medalha de prata, e o também estadunidense Alex Ferreira, medalhista de prata em 2018, ficou com o bronze.

## Medalhistas
| Ouro   | NZL Nico Porteous |
| Prata  | USA David Wise    |
| Bronze | USA Alex Ferreira |

## Resultados

### Qualificação
A qualificação foi disputada em 17 de fevereiro a partir das 12:30 locais. Os doze melhores atletas classificaram-se à final:
| Pos. | Bib | Ordem | Atleta            | CON                | Descida 1 | Descida 2 | Melhor | Notas |
| ---- | --- | ----- | ----------------- | ------------------ | --------- | --------- | ------ | ----- |
| 1    | 1   | 2     | Aaron Blunck      | USA Estados Unidos | 26.25     | 92.00     | 92.00  | Q     |
| 2    | 2   | 4     | Nico Porteous     | NZL Nova Zelândia  | 75.50     | 90.50     | 90.50  | Q     |
| 3    | 6   | 19    | Birk Irving       | USA Estados Unidos | 83.25     | 89.75     | 89.75  | Q     |
| 4    | 8   | 23    | David Wise        | USA Estados Unidos | 88.75     | 89.00     | 89.00  | Q     |
| 5    | 4   | 3     | Brendan Mackay    | CAN Canadá         | 87.25     | 85.00     | 87.25  | Q     |
| 6    | 5   | 1     | Noah Bowman       | CAN Canadá         | 78.25     | 85.50     | 85.50  | Q     |
| 7    | 3   | 5     | Alex Ferreira     | USA Estados Unidos | 84.25     | 69.50     | 84.25  | Q     |
| 8    | 7   | 16    | Simon d'Artois    | CAN Canadá         | 82.50     | 68.25     | 82.50  | Q     |
| 9    | 12  | 12    | Miguel Porteous   | NZL Nova Zelândia  | 81.00     | 31.75     | 81.00  | Q     |
| 10   | 10  | 7     | Kevin Rolland     | FRA França         | 65.25     | 75.25     | 75.25  | Q     |
| 11   | 15  | 15    | Robin Briguet     | SUI Suíça          | 72.25     | 3.00      | 72.25  | Q     |
| 12   | 9   | 6     | Gus Kenworthy     | GBR Grã-Bretanha   | 8.50      | 70.75     | 70.75  | Q     |
| 13   | 13  | 14    | Ben Harrington    | NZL Nova Zelândia  | 69.25     | 23.50     | 69.25  |       |
| 14   | 17  | 22    | Mao Bingqiang     | CHN China          | 62.75     | 66.25     | 66.25  |       |
| 15   | 16  | 9     | Rafael Kreienbühl | SUI Suíça          | 60.50     | 4.00      | 60.50  |       |
| 16   | 22  | 20    | Lee Seung-hoon    | KOR Coreia do Sul  | 49.75     | 56.75     | 56.75  |       |
| 17   | 20  | 10    | Marco Ladner      | AUT Áustria        | 53.50     | 6.50      | 53.50  |       |
| 18   | 21  | 11    | Sun Jingbo        | CHN China          | 4.25      | 48.75     | 48.75  |       |
| 19   | 18  | 21    | Gustav Legnavsky  | NZL Nova Zelândia  | 48.25     | 40.75     | 48.25  |       |
| 20   | 23  | 8     | Brendan Newby     | IRL Irlanda        | 10.75     | 47.00     | 47.00  |       |
| 21   | 19  | 13    | He Binghan        | CHN China          | 45.00     | 17.75     | 45.00  |       |
| 22   | 24  | 17    | Wang Haizhuo      | CHN China          | 37.00     | 9.25      | 37.00  |       |
| 23   | 14  | 18    | Jon Sallinen      | FIN Finlândia      | 18.00     | 18.50     | 18.50  |       |

### Final
A final foi disputada em 19 de fevereiro a partir das 9:30 locais. A final foi composta de três descidas, com a melhor delas sendo considerada para a pontuação final do atleta:
| Pos.              | Bib | Ordem | Atleta          | CON                | Descida 1 | Descida 2 | Descida 3 | Melhor |
| ----------------- | --- | ----- | --------------- | ------------------ | --------- | --------- | --------- | ------ |
| Medalha de ouro   | 2   | 11    | Nico Porteous   | NZL Nova Zelândia  | 93.00     | 30.75     | 9.25      | 93.00  |
| Medalha de prata  | 8   | 9     | David Wise      | USA Estados Unidos | 90.75     | 7.75      | 40.00     | 90.75  |
| Medalha de bronze | 3   | 6     | Alex Ferreira   | USA Estados Unidos | 86.75     | 83.75     | 67.75     | 86.75  |
| 4                 | 5   | 7     | Noah Bowman     | CAN Canadá         | 84.25     | 84.75     | 21.25     | 84.75  |
| 5                 | 6   | 10    | Birk Irving     | USA Estados Unidos | 80.00     | 32.50     | 48.00     | 80.00  |
| 6                 | 10  | 3     | Kevin Rolland   | FRA França         | 54.75     | 77.25     | 79.25     | 79.25  |
| 7                 | 1   | 12    | Aaron Blunck    | USA Estados Unidos | 70.25     | 78.25     | 13.50     | 78.25  |
| 8                 | 9   | 1     | Gus Kenworthy   | GBR Grã-Bretanha   | 17.50     | 3.75      | 71.25     | 71.25  |
| 9                 | 4   | 8     | Brendan Mackay  | CAN Canadá         | 4.00      | 65.50     | 27.00     | 65.50  |
| 10                | 7   | 5     | Simon d'Artois  | CAN Canadá         | 7.25      | 7.00      | 63.75     | 63.75  |
| 11                | 12  | 4     | Miguel Porteous | NZL Nova Zelândia  | 63.50     | 4.25      | 30.50     | 63.50  |
| 12                | 15  | 2     | Robin Briguet   | SUI Suíça          | 21.75     | 6.75      | 3.00      | 21.75  |

Legenda
| Recorde mundial      | Recorde mundial (World record)               |                       | Recorde africano                      | Recorde africano (African) |                                           | Q | Classificado por posição (Qualified) |
| Recorde olímpico     | Recorde olímpico (Olympic record)            | Recorde da América    | Recorde da América (Americas)         | q                          | Classificado por melhor tempo (Qualified) |   |                                      |
| Melhor marca do ano  | Melhor marca do ano (World leading)          | Recorde asiático      | Recorde asiático (Asian)              | DNS                        | Não largou (Did not start)                |   |                                      |
| Recorde nacional     | Recorde nacional (National record)           | Recorde europeu       | Recorde europeu (European)            | DNF                        | Não terminou (Did not finish)             |   |                                      |
| Recorde pessoal      | Recorde pessoal do atleta (Personal best)    | Recorde da Oceania    | Recorde da Oceania (Oceania)          | DSQ / DQ                   | Desclassificado (Disqualified)            |   |                                      |
| Recorde da temporada | Recorde da temporada do atleta (Season best) | Recorde sul-americano | Recorde sul-americano (South America) | NM                         | Sem marca (No mark)                       |   |                                      |